# Састамала
Са́стамала (фін. Sastamala)  — місто та громада (кунта) у Фінляндії, провінція Пірканмаа.
Населення  — 25 408 осіб (2014), площа  — 1 387,56 км², водяне дзеркало  — 96,14 км², щільність населення  — 19,67 осіб/км².

## Географія
Розташоване в провінції Західна Фінляндія. Найближче місто — Тампере, на відстані 49 км.

## Історія
Утворений 1 січня 2009 року внаслідок об'єднання міста Ваммала та сільських громад Еется (фін. Äetsä) та Моугіярві (фін. Mouhijärvi).